# 左官技能士
左官技能士（さかんぎのうし）とは、国家資格である技能検定制度の一種で、都道府県職業能力開発協会（問題作成等は中央職業能力開発協会）が実施する、左官に関する学科及び実技試験に合格した者をいう。

## 概要
左官に必要な技能を認定する国家資格である。
等級には、1級及び2級があり、それぞれ上級技能者、中級技能者が通常有すべき技能の程度と位置づけられている。
なお職業能力開発促進法により、左官技能士資格を持っていないものが「左官技能士」と称することは禁じられている(名称独占資格)。左官自体は国家資格ではないので、「左官」は自由に名乗ることが可能である。また、業務独占資格ではないので、無資格でも左官として就労することはでき、必ずしも左官技能士資格の取得が必要なわけではない。
また、左官技能士は、職業訓練指導員 (左官・タイル科)の実技試験免除資格になっている。

## 実技作業試験内容（左官作業）
- 1級

1. 壁、天井及びそで壁の一部と仮定された下地に所定の塗り仕上げを行う。試験時間＝5時間15分
2. 下吹きされた吹付け下地(普通合板)に仕上げ吹付けを行う。試験時間＝10分

- 2級

1. 壁及びそで壁の一部と仮定された下地に所定の塗り仕上げを行う。試験時間＝5時間15分
2. 下吹きされた吹付け下地(普通合板)に仕上げ吹付けを行う。試験時間＝5分

## 他資格等との関係
- 2級建築施工管理技術検定第二次検定受検資格（平成16年以降の2級左官技能士試験合格者については通算4年以上の実務経験を有する者に限る）
- 左官工事業主任技術者選任資格（2級左官技能士試験合格者については合格後3年以上の実務経験を有する者に限る）
- 左官工事業監理技術者選任資格（主任技術者選任資格を有し、かつ2年以上の一定の要件を満たす指導監督的な実務経験を有する者に限る）